# 南投市八卦台地社區
八卦台地社區是位於臺灣南投縣南投市的一個分區，本區主要分佈於八卦台地上，主要以縣道139號為交通幹道，近年為單車路線之一

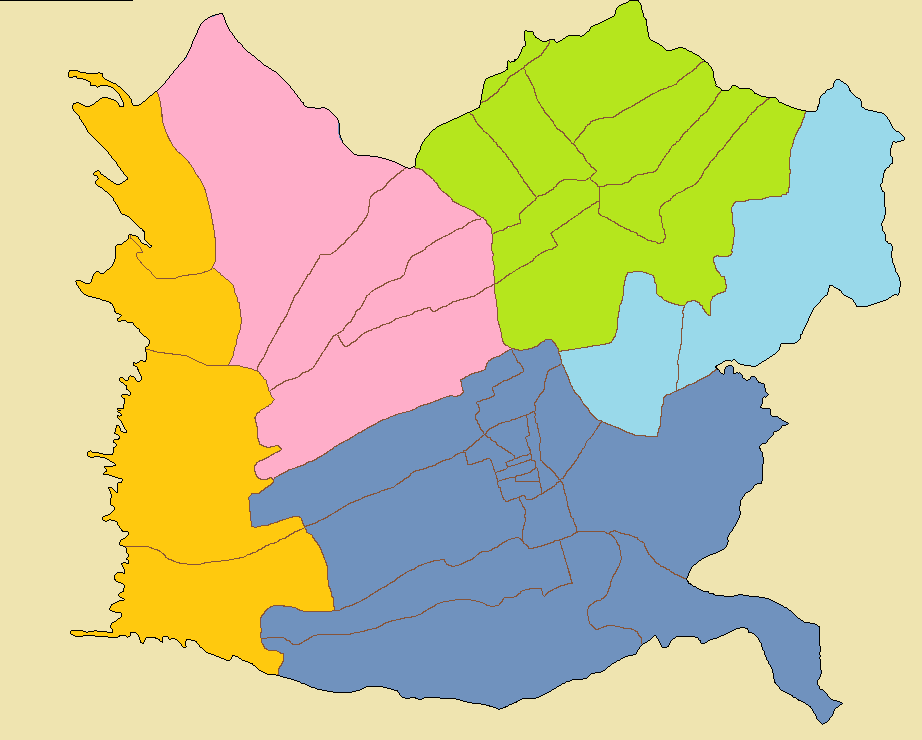
南投市地圖，區域為八卦台地區

## 簡介
本區為八卦台地的一部分，因為地形高度適當，轉播站、發射機多設於此區。特產以茶葉、荔枝、龍眼、鳳梨為主。其中鳳梨近年加工為鳳梨酥而成為新特產。此區景點屬百果山遊憩區。本區介於南投縣與彰化縣交界，與南投市區、員林市區皆有互動。

## 人口
- 四里合計5532人(2011年5月)，土地面積約為14.91平方公里，人口密度約為371.02人/平方公里。
- 人口主要分佈於縣道139號沿線，及信仰中心周邊。

## 轉播站

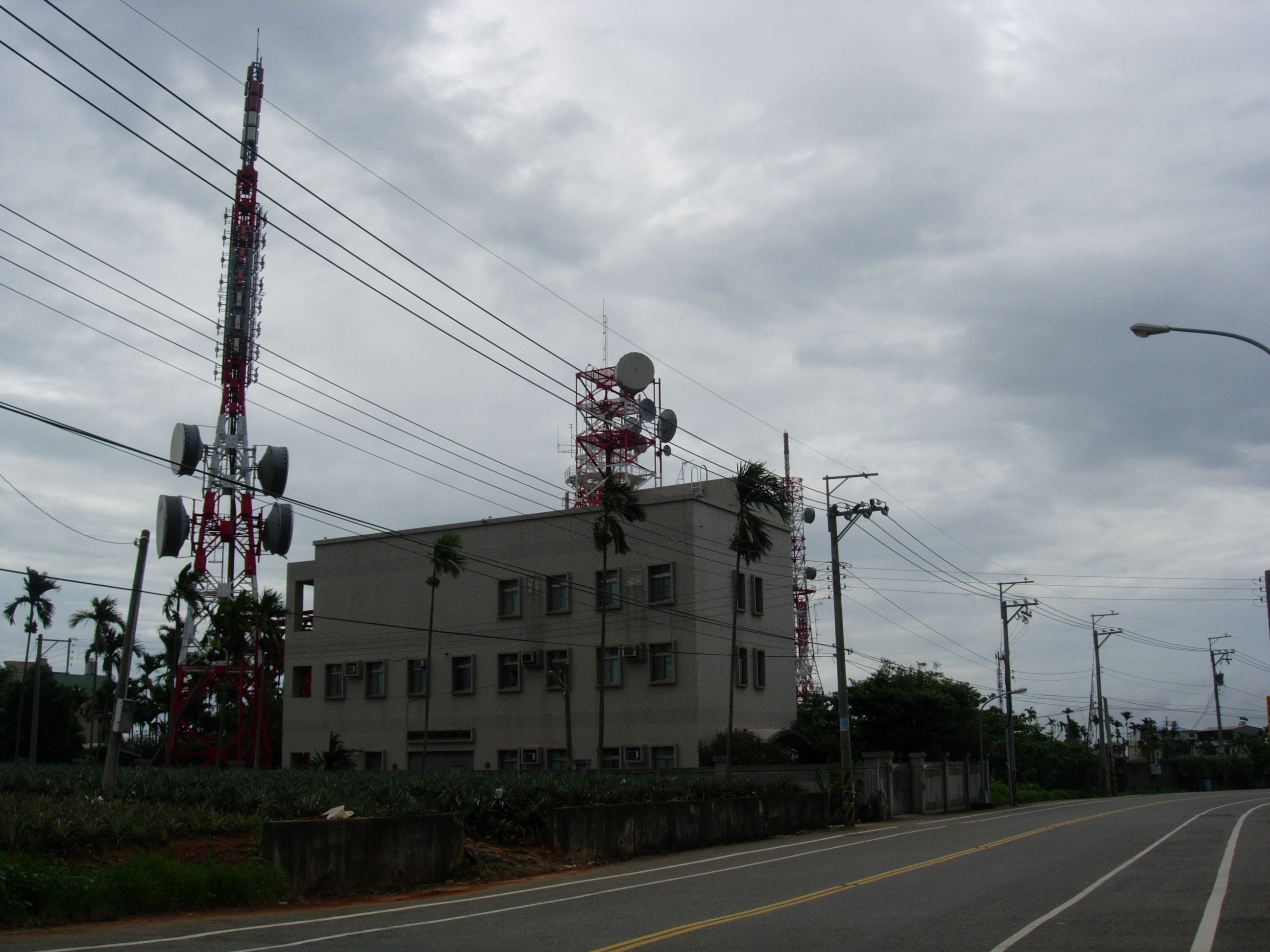
鳳山里轉播站

- 華視轉播站  CH34 (數位)
- 山城廣播電台 FM 90.7
- 省都廣播電台 FM 93.7
- 南投廣播電台 FM 99.7
- 歡喜之聲廣播電台 FM 105.5
- 南投轉播站(數位)

## 行政區劃

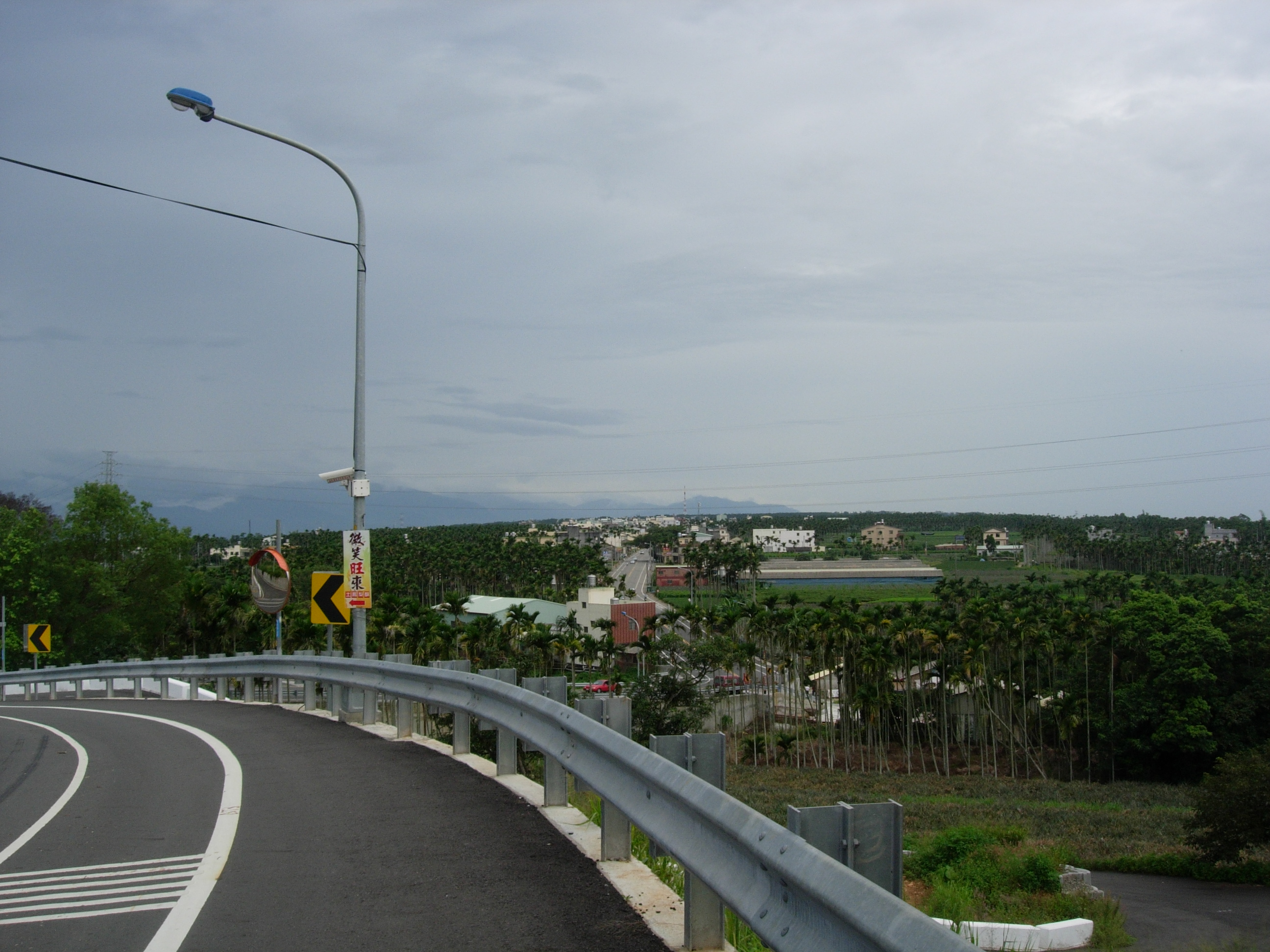
鳳鳴社區眺望福山永興二里

### 鳳山
以縣道139號與芬園鄉相通
鳳山寺為當地信仰中心，里名由此得來。
- 地名包含
  - 樟普寮、凹窩寮、大厝內、灣門仔、崎頭、王厝、崙仔尾

### 鳳鳴里
由草尾嶺大字而來。
鳳鳴國中、西嶺國小、鳳天宮為當地信仰中心，里名由鳳天宮之「鳳」字得來。
- 地名包含
  - 草尾嶺、六份寮、鳳鳴

### 福山
由東施厝坪、西施厝坪大字而來。
文山國小、南投市荔枝王、猴探井遊憩區位於此里。
福山宮為當地信仰中心，里名由此得來
- 地名包含
  - 施厝坪、荔枝腳、下坪、楊厝

### 永興里
由東施厝坪、西施厝坪大字分出，又稱橫山、金瓜寮，永興宮為當地信仰中心，故得名。縣道139乙與名間鄉相通。
- 地名包含
  - 橫山、下橫山、頂半嶺

## 行政區調整

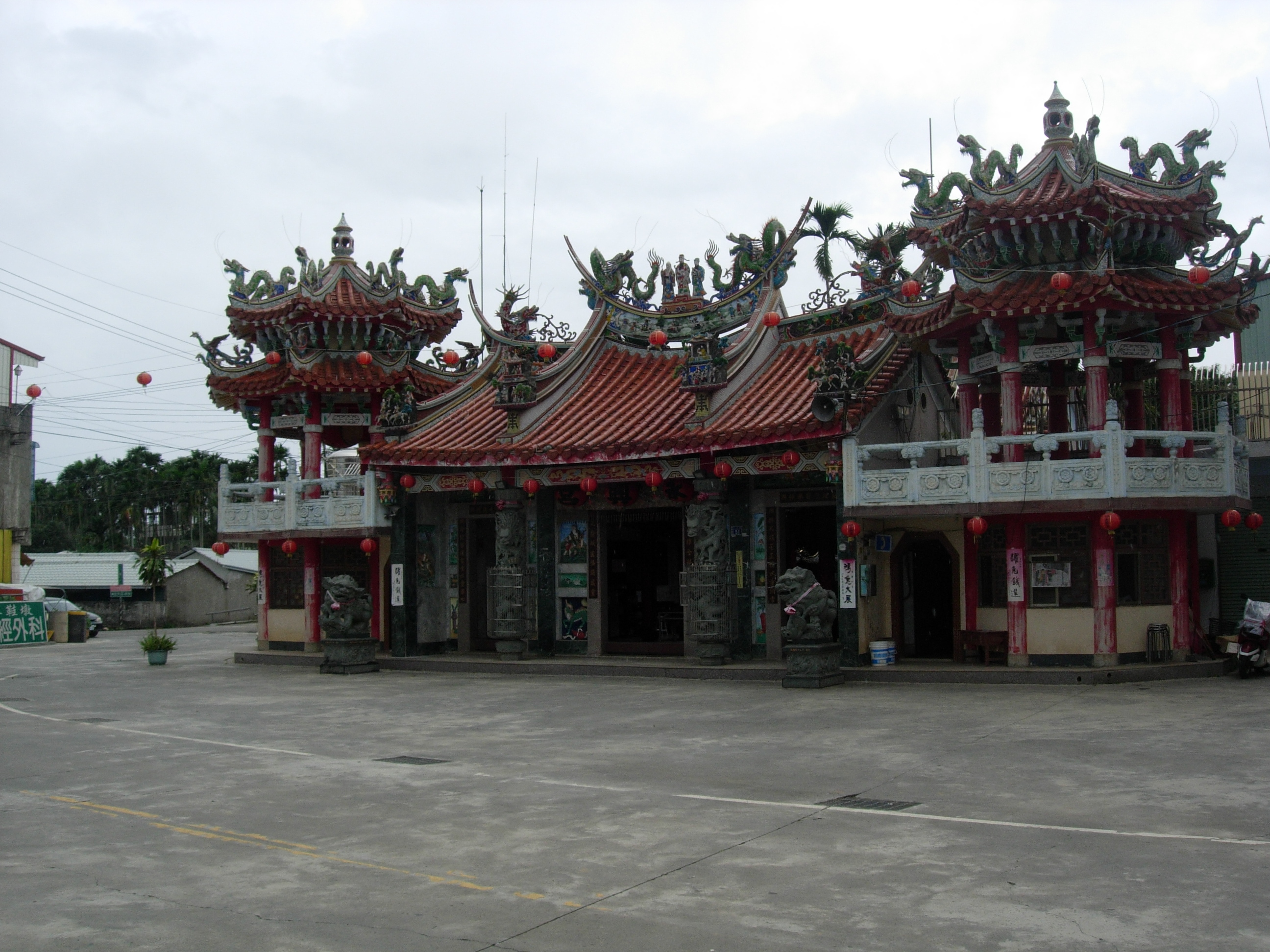
永興宮為永興里信仰中心

- 原南投堡施厝坪庄改為東施厝坪大字，武東堡施厝坪庄改為西施厝坪大字
  - 東施厝坪、西施厝坪大字大致以現今縣道139號為界
- 二戰後
  - 草尾嶺大字設西嶺、鳳鳴兩里
  - 東施厝坪、西施厝坪大字武東、武西兩里
- 1974年
  - 武東里改稱永興里，並調整部分區劃
  - 武西里改稱文山，並調整部分區劃
- 1975年
  - 文山里改稱福山
- 1978年
  - 西嶺里改稱鳳鳴里，並調整部分區劃
  - 鳳鳴里改稱鳳山，並調整部分區劃
  - 頂寮莊(平林橋)由西嶺里改為福興里所轄
- 此區目前共有4里

## 交通

### 縣道
- 縣道139號：八卦路 - 嶺興路
  - 縣道139乙：八卦路

### 鄉道
- 投18線鳳山路
- 投30線八卦路
- 投86線登施路
- 投88線往彰化縣員林市湖水巷路段
- 投90線鳳鳴路

### 公車
- 彰化客運 6925　南投－員林(經樟普寮)

## 旅遊
- 猴探井遊憩區
- 橫山登山步道
- 橫山賞鷹平台
- 八卦山青山茶園
- 南投市荔枝王
- 老樟母女樹
- 落雨松森林

## 外部連結
- 內政部南投市地圖
- "中部數位電視轉播站參訪之旅" - 彰、投139號縣道大縱走 踩線紀錄